# Médaille Jones

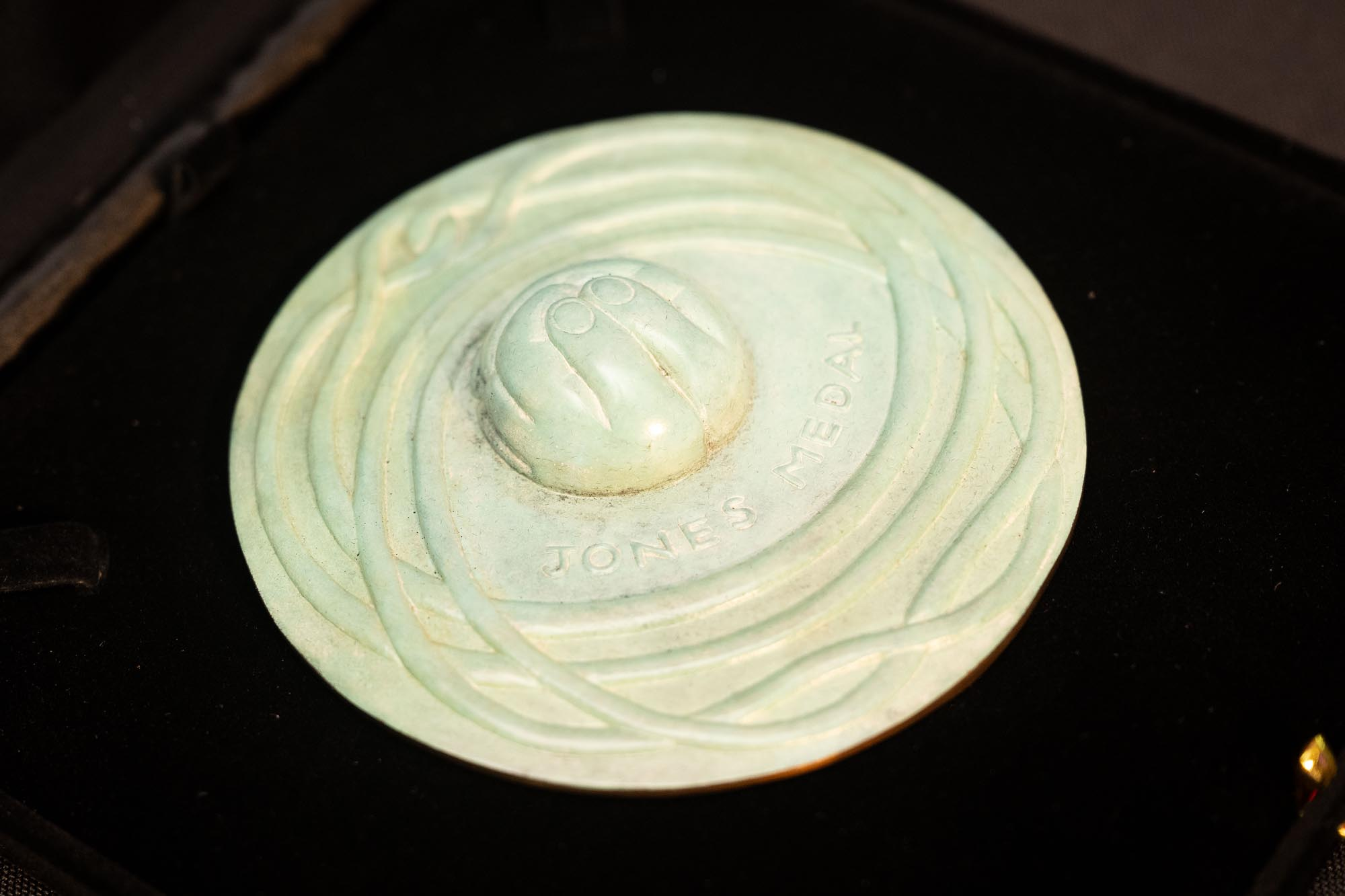

La Médaille Jones est une distinction mathématique décernée par la Société royale de Nouvelle-Zélande tous les deux ans depuis 2010. Elle porte le nom de Sir Vaughan Jones, médaillé Fields en 1990. Elle vise à « récompenser des contributions en mathématiques pures ou appliquées ou en statistiques, par une personne ayant de substantielles connexions avec la Nouvelle-Zélande ».
La médaille est accompagnée d'une somme de 5 000 NZ$ remise par l'Institut de Recherche Mathématique de NZ Inc.

## Lauréats
- 2010 : John Butcher, pour son « exceptionnel travail d'une vie sur les méthodes numériques pour la résolution des équations différentielles et son rôle moteur dans le développement des sciences mathématiques en Nouvelle-Zélande ».
- 2012 : Robert Goldblatt « pour ses recherches en logique modale et en théorie des catégories ».
- 2014 : David Vere-Jones « pour ses travaux en statistiques, à la fois son travail novateur sur la prévision des tremblements de terre et sa contribution à l'enseignement des statistiques et des mathématiques en Nouvelle-Zélande ».
- 2016 : Alastair Scott, « pour sa carrière en statistiques couvrant plus 50 ans où il a contribué à travers ses recherches originales sur l'échantillonnage et les biostatistiques, et à travers ses services à la profession statistique »[2].
- 2018 : Marston Conder, « pour ses recherches internationalement reconnues sur la symétrie et la chiralité dans les structures discrètes, et son leadership et son engagement exemplaires au sein de la communauté des sciences mathématiques de Nouvelle-Zélande »[3].
- 2020 : non décernée
- 2022 : Kenneth Dodds, « pour son travail de développement et d'application de méthodes statistiques pour l'analyse des données génétiques permettant l'utilisation du génotypage à faible coût dans les secteurs primaire et écologique »[4]

## La médaille
La médaille est l'œuvre de la sculptrice néo-zélandaise Marian Fountain. L'avers montre un motif de nœud et des mains fermées tandis que l'envers exhibe trois lignes de 0 et de 1 (écritures binaires de trois nombres fondamentaux en mathématiques : la constante d'Euler e, pi et le nombre d'or)ainsi qu'une coquille de nautile (également liée au nombre d'or) et enfin des réseaux de cercles représentant la géométrie hyperbolique.